# Tozzi Masini
Tozzi Masini è un album di Marco Masini e Umberto Tozzi, pubblicato il 24 novembre 2006. L'idea nasce da Mario Ragni. L'album contiene 16 tracce di cui 1 canzone di Masini cantata da entrambi, 6 canzoni di Tozzi cantate da Masini e 6 canzoni di Masini cantate da Tozzi e 3 inediti (Come si fa...?, Anima italiana e Arrivederci per lei).

## Tracce
1. Come si fa...? - (3.32)
2. Anima italiana - (3.22)
3. Arrivederci per lei - (4.03)
4. T'innamorerai - (4.02)
5. Perché lo fai - (4.24)
6. Ti vorrei - (4.39)
7. Tu - (4.14)
8. Gli altri siamo noi - (4.18)
9. Disperato - (4.28)
10. Cenerentola innamorata - (5.06)
11. Ti amo - (5.03)
12. Gloria - (4.03)
13. Ci vorrebbe il mare - (4.23)
14. L'uomo volante - (3.48)
15. Io camminerò - (4.32)
16. Qualcosa qualcuno - (5.00)